# Jiagedaqi
Jiagedaqi är ett distrikt och huvudort i Daxing'anling i Heilongjiang-provinsen i nordöstra Kina. Distriktet tillhör formellt Inre Mongoliet men administreras av Heilongjiang-provinsen.
Distriktet har fått sitt namn från ordet för mongolisk tall (Pinus sylvestris var. mongolica) på oroqen-språket.